# 페르미 액체 이론
페르미 액체 이론(영어: Fermi liquid theory) 또는 란다우의 페르미 액체 이론(영어: Landau's Fermi-liquid theory)은 상호작용하는 페르미온의 이론적 모형으로, 충분히 낮은 온도에서 대부분의 금속에 있는 전도 전자의 정상 상태를 설명한다. 이 이론은 입자 간의 상호 작용이 강할 수 있는 다체 계의 입자 거동을 설명한다. 페르미 액체(Fermi liquids)의 현상론적 이론은 소련의 물리학자 레프 다비도비치 란다우가 1956년에 도입했으며, 나중에 알렉세이 알렉세예비치 아브리코소프와 이사악 마르코비치 할라트니코프가 도형 섭동 이론을 사용하여 발전시켰다. 이 이론은 상호작용하는 페르미온 시스템의 일부 속성이 이상적인 페르미 기체(상호작용하지 않는 페르미온의 모음)와 매우 유사하고, 다른 속성이 다른 이유를 설명한다.
페르미 액체 이론은 특히 정상 (비-초전도) 금속의 전도 전자와 액체 헬륨-3에 적용된다. 액체 헬륨-3는 낮은 온도에서 (하지만 초유체 상에 속할 정도로 낮지는 않은) 페르미 액체이다. 헬륨-3 원자는 두 개의 양성자, 한 개의 중성자 및 두 개의 전자를 가지고 있어 홀수 개의 페르미온을 가지므로, 원자 자체는 페르미온이다. 페르미 액체 이론은 또한 부분적으로 채워진 f 오비탈을 가진 금속성 희토류 합금인 무거운 페르미온 물질에서 전자의 저온 거동을 설명한다. 이 물질에서 전자의 유효 질량은 다른 전자와의 상호 작용으로 인해 자유 전자 질량보다 훨씬 커서, 이 시스템을 무거운 페르미 액체라고 한다. 스트론튬 루테늄산염은 구리계와 같은 고온 초전도체와 유사한 강상관 물질임에도 불구하고 페르미 액체의 몇 가지 주요 특성을 나타낸다. 원자핵 내 핵자(양성자와 중성자)의 저운동량 상호 작용도 페르미 액체 이론으로 설명된다.

## 설명
란다우 이론의 핵심 아이디어는 단열성과 파울리 배타 원리의 개념이다. 상호작용하지 않는 페르미온 시스템(페르미 기체)을 고려하고, 상호작용을 천천히 "켜는" 경우를 가정해 보자. 란다우는 이러한 상황에서 페르미 기체의 바닥 상태가 상호작용하는 시스템의 바닥 상태로 단열적으로 변환될 것이라고 주장했다.
파울리 배타 원리에 따르면, 페르미 기체의 바닥 상태 {\displaystyle \Psi _{0}}는 운동량 {\displaystyle p<p_{\rm {F}}}에 해당하는 모든 운동량 상태를 점유하고, 더 높은 운동량 상태는 점유하지 않는 페르미온으로 구성된다. 상호작용이 켜지면, 점유된 상태에 해당하는 페르미온의 스핀, 전하 및 운동량은 변하지 않는 반면, 질량, 자기 모멘트 등과 같은 동적 특성은 새로운 값으로 재규격화된다. 따라서 페르미 기체 시스템과 페르미 액체 시스템의 기본 여기(excitation) 사이에는 일대일 대응 관계가 존재한다. 페르미 액체에서는 이러한 여기를 "준입자"라고 부른다.
란다우 준입자는 수명 {\displaystyle \tau }가 {\displaystyle {\hbar }/{\tau }\ll \varepsilon _{\rm {p}}}를 만족하는 긴 수명을 가진 여기이다. 여기서 {\displaystyle \varepsilon _{\rm {p}}}는 준입자 에너지(페르미 에너지로부터 측정된 값)이다. 유한 온도에서 {\displaystyle \varepsilon _{\rm {p}}}는 열 에너지 {\displaystyle k_{\rm {B}}T}와 동등하며, 란다우 준입자의 조건은 {\displaystyle {\hbar }/{\tau }\ll k_{\rm {B}}T}로 재구성될 수 있다.
이 시스템의 다체 그린 함수는 (그 극점 근처에서) 다음과 같은 형태로 쓸 수 있다.
{\displaystyle G(\omega ,\mathbf {p} )\approx {\frac {Z}{\omega +\mu -\varepsilon (\mathbf {p} )}}}
여기서 {\displaystyle \mu }는 화학 퍼텐셜, {\displaystyle \varepsilon (\mathbf {p} )}는 주어진 운동량 상태에 해당하는 에너지, 그리고 {\displaystyle Z>0}는 페르미 액체 이론의 매우 특징적인 준입자 잔여물 또는 재규격화 상수로 불린다. 시스템의 스펙트럼 함수는 각도 분해 광전자 분광법 (ARPES)을 통해 직접 관찰할 수 있으며, (낮은 여기의 극한에서) 다음과 같은 형태로 쓸 수 있다.
{\displaystyle A(\mathbf {k} ,\omega )=Z\delta (\omega -v_{\rm {F}}k_{\|})}
여기서 {\displaystyle v_{\rm {F}}}는 페르미 속도이다.
물리적으로, 우리는 전파하는 페르미온이 주변 환경과 상호작용하여 상호작용의 순 효과가 페르미온이 "옷을 입은" 페르미온처럼 행동하게 만들어 유효 질량 및 기타 동적 특성을 변화시킨다고 말할 수 있다. 이 "옷을 입은" 페르미온을 우리는 "준입자"로 생각한다.
페르미 액체의 또 다른 중요한 특성은 전자의 산란 단면적과 관련이 있다. 페르미 표면 위에 에너지 {\displaystyle \varepsilon _{1}}을 가진 전자가 있고, 페르미 바다에 에너지 {\displaystyle \varepsilon _{2}}를 가진 입자와 산란한다고 가정하자. 파울리 배타 원리에 의해, 산란 후 두 입자는 페르미 표면 위에 있어야 하며, 에너지는 {\displaystyle \varepsilon _{3},\varepsilon _{4}>\varepsilon _{\rm {F}}}를 만족해야 한다. 이제, 초기 전자의 에너지가 페르미 표면에 매우 가깝다고 가정하자. {\displaystyle \varepsilon \approx \varepsilon _{\rm {F}}} 그러면 {\displaystyle \varepsilon _{2},\varepsilon _{3},\varepsilon _{4}}도 페르미 표면에 매우 가까워야 한다. 이것은 산란 후 가능한 상태의 위상 공간 부피를 감소시키고, 따라서 페르미 황금률에 의해 산란 단면적이 0으로 수렴한다. 따라서 우리는 페르미 표면의 입자 수명이 무한대로 간다고 말할 수 있다.

## 페르미 기체와의 유사점
페르미 액체는 다음과 같은 의미에서 상호작용하지 않는 페르미 기체와 질적으로 유사하다: 낮은 여기 에너지와 온도에서의 시스템 동역학과 열역학은 상호작용하지 않는 페르미온을 상호작용하는 준입자로 대체하여 설명할 수 있으며, 각 준입자는 원래 입자와 동일한 스핀, 전하 및 운동량을 가진다. 물리적으로 이들은 주변 입자에 의해 운동이 방해받고, 스스로도 주변 입자를 교란시키는 입자로 생각할 수 있다. 상호작용하는 시스템의 각 다체 여기 상태는 상호작용하지 않는 시스템에서와 같이 모든 점유된 운동량 상태를 나열함으로써 설명할 수 있다. 결과적으로 열용량과 같은 양은 페르미 액체에서 페르미 기체와 동일하게 질적으로 거동한다(예: 열용량은 온도에 선형적으로 증가한다).

## 페르미 기체와의 차이점
상호작용하지 않는 페르미 기체와 다음과 같은 차이가 발생한다.

### 에너지
다입자 상태의 에너지는 단순히 모든 점유된 상태의 단일 입자 에너지의 합이 아니다. 대신, 상태 {\displaystyle k}의 점유 변화 {\displaystyle \delta n_{k}}에 대한 에너지 변화는 {\displaystyle \delta n_{k}}에 대해 선형 및 이차항을 모두 포함한다 (페르미 기체의 경우 선형 항 {\displaystyle \delta n_{k}\varepsilon _{k}}만 있고, 여기서 {\displaystyle \varepsilon _{k}}는 단일 입자 에너지를 나타낸다). 선형 기여는 재규격화된 단일 입자 에너지에 해당하며, 예를 들어 입자의 유효 질량 변화를 포함한다. 이차항은 준입자 간의 일종의 "평균장" 상호작용에 해당하며, 이는 란다우 페르미 액체 매개변수라고 불리는 것으로 매개변수화되며 페르미 액체 내 밀도 진동 (및 스핀-밀도 진동)의 거동을 결정한다. 그럼에도 불구하고, 이러한 평균장 상호작용은 다른 운동량 상태 간의 입자 전달을 통한 준입자의 산란으로 이어지지 않는다.
상호작용하는 페르미온 유체의 질량 재규격화는 다체 계산 기법을 사용하여 1차 원리로부터 계산될 수 있다. 2차원 균일 전자 기체의 경우, GW 계산과 양자 몬테카를로 방법이 재규격화된 준입자 유효 질량을 계산하는 데 사용되었다.

### 비열과 압축률
비열, 압축률, 스핀-자기화율 및 기타 양들은 페르미 기체와 동일한 질적인 거동(예: 온도 의존성)을 보이지만, 그 크기는 (때로는 강하게) 변한다.

### 상호작용
평균장 상호작용 외에도 준입자 간의 약한 상호작용이 남아있어 준입자들이 서로 산란하게 된다. 따라서 준입자들은 유한한 수명을 얻는다. 그러나 페르미 표면 위에서 충분히 낮은 에너지에서는 이 수명이 매우 길어져, 여기 에너지(주파수로 표현)와 수명의 곱이 1보다 훨씬 커진다. 이러한 의미에서 준입자 에너지는 여전히 잘 정의된다 (반대 극한에서는 하이젠베르크의 불확정성 원리로 인해 에너지의 정확한 정의가 불가능해진다).

### 구조
"순수" 입자(준입자와 반대되는 개념)의 다체 그린 함수의 구조는 페르미 기체의 그것과 유사하다 (주어진 운동량에 대해 주파수 공간에서 그린 함수는 해당 단일 입자 에너지에서 델타 피크를 갖는다). 상태 밀도의 델타 피크는 넓어진다 (폭은 준입자 수명으로 주어진다). 추가적으로 (그리고 준입자 그린 함수와는 대조적으로), 그 가중치 (주파수에 대한 적분)는 준입자 가중치 계수 {\displaystyle 0<Z<1}에 의해 억제된다. 총 가중치의 나머지는 넓은 "비간섭성 배경"에 있으며, 이는 짧은 시간 규모에서 페르미온에 대한 상호작용의 강한 영향을 나타낸다.

### 분포
입자(준입자와는 다르게)의 운동량 상태 분포는 영 온도에서 페르미 표면에서 여전히 불연속적인 점프를 보이지만(페르미 기체에서와 같이), 1에서 0으로 떨어지지 않는다. 그 단계는 단지 {\displaystyle Z} 크기이다.

### 전기 저항
금속에서 저온에서의 저항은 전자-전자 산란과 움클라프 산란의 결합에 의해 지배된다. 페르미 액체의 경우, 이 메커니즘으로 인한 저항은 {\displaystyle T^{2}}에 비례하며, 이는 종종 페르미 액체 거동의 실험적 확인으로 사용된다 (비열의 선형 온도 의존성에 더하여). 그러나 이는 격자와 결합할 때만 발생한다. 특정 경우에는 움클라프 산란이 필요하지 않다. 예를 들어, 보상된 반금속의 저항은 전자와 양공의 상호 산란 때문에 {\displaystyle T^{2}}로 스케일링된다. 이는 베이벌 메커니즘으로 알려져 있다.

### 광학적 반응
페르미 액체 이론은 금속의 광학적 반응을 지배하는 산란율이 온도에 따라 이차적으로 변할 뿐만 아니라 (따라서 DC 저항의 {\displaystyle T^{2}} 의존성을 유발함) 주파수에 따라서도 이차적으로 변한다고 예측한다. 이는 비상호작용 금속 전자에 대한 드루드 예측과는 대조적으로, 산란율이 주파수의 함수로 상수가 되는 것과 다르다.
광학 페르미 액체 행동이 실험적으로 관찰된 한 가지 물질은 Sr2RuO4의 저온 금속상이었다.

## 불안정성
강상관 시스템에서 이국적인 상이 실험적으로 관찰되면서 이론 물리학계는 그 미시적 기원을 이해하려는 엄청난 노력을 기울이게 되었다. 페르미 액체의 불안정성을 감지하는 한 가지 가능한 방법은 바로 이사악 포메란추크가 수행한 분석이다. 그 때문에 포메란추크 불안정성은 지난 몇 년간 여러 저자에 의해 다른 기술로 연구되었으며 특히, 페르미 액체의 네마틱 상으로의 불안정성이 여러 모델에 대해 조사되었다.

## 비-페르미 액체
비-페르미 액체(영어: Non-Fermi liquids)는 페르미 액체 거동이 무너지는 시스템이다. 가장 간단한 예는 1차원 상호작용하는 페르미온 시스템으로, 루팅거 액체라고 불린다. 루팅거 액체는 물리적으로 페르미 액체와 유사하지만, 1차원이라는 제약으로 인해 운동량 의존 스펙트럼 함수에서 준입자 피크의 부재, 스핀-전하 분리 및 스핀 밀도파의 존재와 같은 여러 질적 차이가 발생한다. 1차원에서는 상호작용의 존재를 무시할 수 없으며, 비-페르미 이론으로 문제를 설명해야 하며, 루팅거 액체는 그 중 하나이다. 1차원에서 작은 유한 스핀 온도에서 시스템의 바닥 상태는 스핀 비간섭성 루팅거 액체(SILL)로 설명된다.
비-페르미 액체 거동의 또 다른 예는 특정 2차 상전이의 양자 임계점에서 관찰되는데, 예를 들어 무거운 페르미온 임계성, 모트 임계성 및 고-{\displaystyle T_{\rm {c}}} 구리산염 상전이 등이 있다. 이러한 전이의 바닥 상태는 뚜렷한 페르미 표면의 존재로 특징지어지지만, 잘 정의된 준입자는 없을 수도 있다. 즉, 임계점에 접근할수록 준입자 잔류물 {\displaystyle Z\to 0}이 관찰된다.
최적 도핑된 구리산염과 철 기반 초전도체에서 임계 온도 이상의 정상 상태는 비-페르미 액체 거동의 징후를 보이며, 종종 이상 금속이라고 불린다. 이 상 다이어그램 영역에서 저항은 온도에 선형적으로 증가하고 홀 계수는 온도에 의존하는 것으로 밝혀진다.
비-페르미 액체의 거동을 이해하는 것은 응집물질물리학에서 중요한 문제이다. 이러한 현상을 설명하려는 접근 방식에는 주변 페르미 액체의 처리; 임계점을 이해하고 스케일링 관계를 도출하려는 시도; 그리고 홀로그래피 게이지/중력 이중성 기술을 사용하는 창발 게이지 이론을 통한 설명이 포함된다.

## 같이 보기
- 고전 유체
- 페르미온 응축
- 루팅거 액체
- 루팅거 정리
- 강상관 양자 스핀 액체

## 더 읽어보기
- Baym, Gordon; Pethick, Christopher (1991). 《Landau Fermi-Liquid Theory: Concepts and Applications》 (영어) 1판. Wiley. doi:10.1002/9783527617159. ISBN 978-0-471-82418-3.
- Coleman, Piers (2015). 〈Landau Fermi-liquid theory〉. 《Introduction to Many-Body Physics》. Cambridge, U.K.: Cambridge University Press. ISBN 9780521864886.
- Pines, David; Nozières, Philippe (1989). 《The Theory of Quantum Liquids: Normal Fermi Liquids》 (영어). CRC Press. doi:10.4324/9780429492662. ISBN 978-0-429-49266-2.
- Vignale, Giovanni (2022). 〈Fermi Liquids〉 (PDF).   Pavarini, Eva; Koch, Erik; Lichtenstein, Alexander; Vollhardt, Dieter. 《Dynamical Mean-Field Theory of Correlated Electrons》. Verlag des Forschungszentrum Jülich. ISBN 978-3-95806-619-9.